# Remo Remotti
Remo Remotti (Rome, 16 november 1924 – aldaar, 21 juni 2015) was een Italiaans schrijver, beeldhouwer, schilder, acteur, dichter, zanger en humorist. Hij werkte met onder anderen Marco Bellocchio, Nanni Moretti, Ettore Scola, de gebroeders Paolo en Vittorio Taviani, Werner Masten, Peter Ustinov, Nanni Loy, Maurizio Nichetti, Carlo Mazzacurati, Antonello Salis en Carlo Verdone.

## Biografie
Remotti was licentiaat in de rechten en in het begin van de jaren 50 verliet hij Rome en verhuisde naar Lima in Peru. Daar begon hij aan zijn artistieke loopbaan. Terug in Italië trouwde hij met de zus van de Italiaanse filmregisseur Nanni Loy. In 1968 verhuisde hij weer, deze keer richting Duitsland, waar hij tot 1971 verbleef.
In zijne laatste jaren kwam hij regelmatig op de Italiaanse televisie en, als zanger, trad hij op in en buiten Rome.

## Discografie
- Canottiere - ed. ConcertOne, 2005
- In voga - ed. ConcertOne, 2007
- Lo zodiaco di Remotti - ed. ConcertOne, 2008

## Filmografie (selectie)
- La prova generale (1968)
- Masoch (1980)
- Salto nel vuoto (1980)
- Giocare d'azzardo (1982)
- Logik des Gefühls (1982)
- La vela incantata (1983)
- Mi manda Picone (1984)
- Un amour interdit (1984)
- Bianca (1984)
- Juke box (1985)
- Otello (1986)
- Notte italiana (1987)
- Napoli-Berlino, un taxi nella notte (1988)
- Palombella rossa (1989)
- The Godfather Part III (1990)
- Hudson Hawk (1991)
- Volere volare (1991)
- Miracolo italiano (1994)
- Il cielo è sempre più blu (1995)
- Il mondo alla rovescia (film) (1995)
- Il pranzo onirico (1997)
- Cuba libre - velocipedi ai tropici (1997)
- Simpatici & antipatici (1998)
- Andata e ritorno (2003)
- Il quaderno della spesa (2003)
- Ma che colpa abbiamo noi (2003)
- Red Riding Hood (2003)
- Ladri di barzellette (2004)
- Agata e la tempesta (2004)
- Sara May (2004)
- La fondue (2005)
- Shooting Silvio (2006)
- Nero bifamiliare (2007)